# Kalam jueu
El kalam jueu va ser una forma primerenca de la filosofia jueva medieval que es va desenvolupar en resposta al kalam islàmic, el qual era al seu torn una reacció en contra de la filosofia aristotèlica. El terme 'kalam jueu' és utilitzat pels historiadors moderns basant-se en el fet que, segons Maimònides, els seus practicants s'autoanomenaven mutakal·limun ('kalamistes').
El seu practicant més conegut va ser Saadia Gaon (segle x), per a qui el kalam va representar el camp de batalla filosòfic en el qual es va enfrontar amb els seus oponents caraïtes. Maimònides, en la seva Guia de perplexos fa referències freqüents als arguments dels kalamistes, tant jueus com musulmans, tot transmetent-ne, en general, una opinió poc favorable. Yehudà ha-Leví també fa referència als seguidors jueus del kalam.